# Jason Balabal
Jason Casinto Balabal (ur. 22 czerwca 1986 w Manili) – filipiński zapaśnik w stylu klasycznym i wolnym.
Zajął 33. miejsce w mistrzostwach świata w 2011. Dziewięciokrotny medalista igrzysk Azji Południowo-Wschodniej, złoty w 2009, 2011 i 2023 roku. Siódmy na igrzyskach azjatyckich w 2014. Trzynasty na mistrzostwach Azji w 2012. Srebrny medalista mistrzostw Azji Południowo-Wschodniej w 2014 roku.